# Mydrosomella cleia
Mydrosomella cleia är en biart som beskrevs av Alfred Byrd Graf och Urban 2001. Mydrosomella cleia ingår i släktet Mydrosomella och familjen korttungebin. Inga underarter finns listade i Catalogue of Life.